# Parque nacional de Si Nan
El Parque nacional de Si Nan (en tailandés, อุทยานแห่งชาติศรีน่าน) es un área protegida del norte de Tailandia, en la provincia de Nan. Se extiende por una superficie de 934 kilómetros cuadrados. En este parque montañoso hay acantilados muy inclinados y por él discurre un largo tramo del río Nan.
Tiene una abundante vida animal y bosques verdeantes, que son la fuente de varios afluentes del río Nan. El pico más alto es el Doi Kham, con una altura de 1.294 m s. n. m.